# Michael Alania
Michael V. Alania (ur. 30 kwietnia 1935 w Kwaloni k. Chobi, zm. 18 maja 2020) – gruziński i polski fizyk, prof. dr hab.

## Życiorys
Obronił pracę doktorską, następnie uzyskał stopień doktora habilitowanego. Otrzymał nominację profesorską. Objął funkcję profesora nadzwyczajnego w Instytucie Matematyki i Fizyki na Wydziale Nauk Ścisłych Uniwersytetu Przyrodniczo-Humanistycznego w Siedlcach.
Był dyrektorem Instytutu Matematyki i Fizyki Wydziału Nauk Ścisłych Akademii Podlaskiej.
Zmarł 18 maja 2020.